# Erronus calvus
Erronus calvus är en insektsart som beskrevs av Paul W. Oman 1987. Erronus calvus ingår i släktet Erronus och familjen dvärgstritar. Inga underarter finns listade i Catalogue of Life.